# Tyberissos
Koordinaten: 36° 12′ 55″ N, 29° 51′ 23″ O
Tyberissos war eine antike Siedlung in Lykien nahe der heutigen Stadt Çevreli (früher Tırmısın) im türkischen Landkreis Demre. 
Die Bergfestung lag auf etwa 280 m Höhe zwei Kilometer im Norden des Hafenortes von Timiussa. Nur ein  schmaler Fußpfad führt von Çevreli aus zu dem Fundort, dessen Umrisse und ehemalige Gliederung auf Luftbildern noch leicht zu erkennen sind. Erstmals erwähnt wird Tyberissos im 5. Jahrhundert v. Chr. im Inschriftenpfeiler von Xanthos als Tuburehi.
Im 5. Jahrhundert v. Chr. war der Ort eine kleine Burganlage mit turmartigem Kernbau als Bergfestung, umgeben von einfachen Wohnhäusern mit nur einem Raum, die sich auf Terrassierungen um die Festung gruppieren. Im Süden der Siedlung befand sich ein kleines Temenos, von dessen lykischem Tempel noch ein Altar erhalten ist. Der lykische (Holz?-)Tempel wurde in hellenistischer Zeit durch einen griechischen Tempel ersetzt. Dieser Antentempel dorischer Ordnung war Apollon geweiht und nach Süden gerichtet, wie es für die Tempel Lykiens typisch ist. Zur gleichen Zeit, etwa im 2. Jahrhundert v. Chr., wurde eine Agora angelegt. Der bescheidene Reichtum der Einwohner von Tyberissos dieser Zeit zeigt sich an der Wohnbebauung. Die Häuser besaßen nun mehrere Räume und wurden aus ordentlichem Quadermauerwerk mit bossierten Quadern errichtet.
Über den Ort verteilt wurden Statuenbasen gefunden, eine Inschrift an den Außenwänden des Apollontempels zeugt von einem Bürger der Stadt, der als Prytane im nahegelegenen Myra sich in Tyberissos als Wohltäter hervortat und im Temenos des Apollon eine Ehrenstatue erhielt. 
In der Römischen Kaiserzeit war der Ort Teil einer Sympolitie mit Myra. Eine Inschrift aus Tyberissos huldigt dem Kaiser Augustus.